# Алекс Долан
Олександра Марі Долан (1974 року народження) — британська журналістка, доповідач і викладач, яка працювавла під прикриттям під час зйомок документального фільму «Вчитель під прикриттям», створеного Алленом Джевхерстом. Алекс Долан як таємний вчитель працювала під прикриттям впродовж 6 місяців в британських школах і мала на меті викрити погану поведінку дітей у деяких сферах системи середньої освіти шляхом прихованої зйомки у класах. Після її викриття вона була відсторонена від навчання протягом одного року Генеральною навчальною радою з твердженням, що «порушила довіру студентів». Рішення отримало критику як від вчителів, так і від коментаторів.

## Дитинство та освіта
Долан народилася в місті Кукфілд, у районі Західного Сассекса . У неї є старший брат (1973 року народження). Вона виросла в Кембриджі, відвідувала школу Лейса і Кембриджський центр досліджень шостого класу (CCSS [Архівовано 23 червня 2019 у Wayback Machine.]), а також вивчала морську біологію в університеті Ньюкасла .

## Кар'єра
Донедавна Долан працювала ведучою телевізійної програми Ocean Rescue на Sky Ocean TV. Вона повернулася до ведучої прогнозу погоди на BBC Look East 5 січня 2016 року після відпустки по вагітності та пологах.